# Lichtmetaal
Een lichtmetaal (ook licht metaal) is een metaal met lage atoommassa.
De grens tussen lichtmetalen en zware metalen (metalen met hoge atoommassa) valt niet scherp te trekken. Sommige leerboeken definiëren lichtmetalen als metalen met een dichtheid onder de 5 g/cm³, terwijl enkele (oudere) bronnen de grens bij 4,5 g/cm³ leggen.
De meeste lichtmetalen zijn minder giftig dan de zware metalen. De lichtste, de alkalimetalen, zijn zeer reactief en komen daardoor niet in zuivere vorm in de natuur voor.

## Lijst van lichtmetalen met hun dichtheid
| Element   | Symbool | Groep             | Periode | Dichtheid (g/cm³) |
| --------- | ------- | ----------------- | ------- | ----------------- |
| lithium   | Li      | alkalimetalen     | 2       | 0,53              |
| kalium    | K       | alkalimetalen     | 4       | 0,86              |
| natrium   | Na      | alkalimetalen     | 3       | 0,97              |
| rubidium  | Rb      | alkalimetalen     | 5       | 1,53              |
| calcium   | Ca      | aardalkalimetalen | 4       | 1,54              |
| magnesium | Mg      | aardalkalimetalen | 3       | 1,74              |
| beryllium | Be      | aardalkalimetalen | 2       | 1,85              |
| francium  | Fr      | alkalimetalen     | 7       | 1,87              |
| cesium    | Cs      | alkalimetalen     | 6       | 1,90              |
| strontium | Sr      | aardalkalimetalen | 5       | 2,63              |
| aluminium | Al      | boorgroep         | 3       | 2,70              |
| scandium  | Sc      | scandiumgroep     | 4       | 2,99              |
| barium    | Ba      | aardalkalimetalen | 6       | 3,65              |
| yttrium   | Y       | scandiumgroep     | 5       | 4,47              |
| titanium  | Ti      | titaangroep       | 4       | 4,50              |